# Mäken
Mäken är en sjö i Bollnäs kommun i Hälsingland och ingår i Hamrångeåns huvudavrinningsområde. Sjön har en area på 0,121 kvadratkilometer och ligger 284,4 meter över havet. Mäken ligger i Myrsjömyrorna Natura 2000-område.

## Delavrinningsområde
Mäken ingår i det delavrinningsområde (677569-153589) som SMHI kallar för Utloppet av Mäken. Medelhöjden är 289 meter över havet och ytan är 0,5 kvadratkilometer. Det finns inga avrinningsområden uppströms utan avrinningsområdet är högsta punkten. Vattendraget som avvattnar avrinningsområdet har biflödesordning 2, vilket innebär att vattnet flödar genom totalt 2 vattendrag innan det når havet efter 56 kilometer. Avrinningsområdet består mestadels av skog (76 procent). Avrinningsområdet har 0,12 kvadratkilometer vattenytor vilket ger det en sjöprocent på 24,2 procent.